# Joe Colombo
Joe Colombo, pseudonimo di Cesare Colombo (Milano, 30 luglio 1930 – Milano, 30 luglio 1971), è stato un designer e architetto italiano.

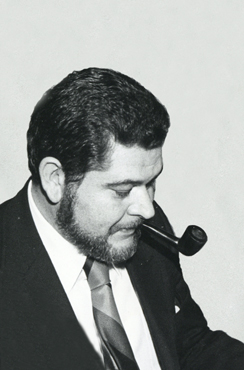
Joe Colombo (1930-1971) ©IF-Studio Joe Colombo

È noto per il suo stile definito "futuribile", caratterizzato da forme insolite e originali, abbinate a sistemi d'arredo dinamici e flessibili, spesso contraddistinti per la predominanza di moduli, metalli e colori sgargianti. 

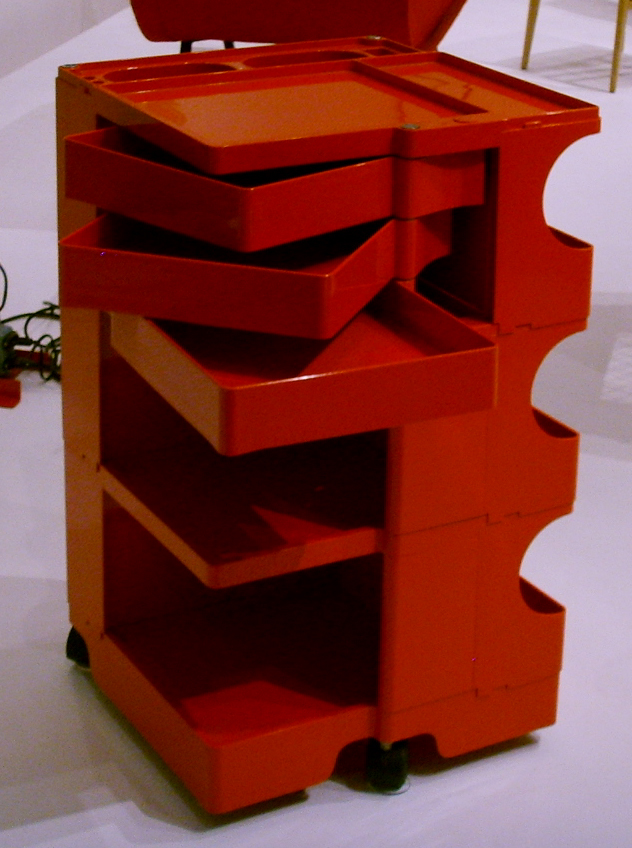
Joe Colombo
Portable storage system (1969)
Museum of Modern Art

## Biografia
Nato il 30 luglio 1930, da una famiglia benestante di Milano, primogenito di Giuseppe Colombo ed Ernestina Benevolo. Aveva due fratelli, uno dei quali, Gianni, era designer; suo padre Giuseppe era un imprenditore che ereditò un'azienda di nastri e la trasformò in una manifattura di conduttori elettrici.
Colombo arrivò al design relativamente tardi. La sua formazione, tra il 1949 e il 1955, si era infatti concentrata tra la pittura e la scultura d'avanguardia. Si diplomò all'Accademia di belle arti di Brera. In questo periodo si unì al Movimento Nucleare, partecipando nel biennio 1952-1954 a diverse mostre con altri artisti come Enrico Baj, Sergio Dangelo, Lucio Fontana e Bruno Munari.
Nel 1953, Colombo entrò nel mondo del design creando un soffitto decorativo per il Jazz Club "Santa Tecla" di Milano, e l'anno dopo curò il suo primo allestimento: le "Edicole Televisive", una serie di stalli espositivi per televisori, esposti alla X Triennale di Milano. Fortemente ispirato da queste esperienze,  si iscrisse al Politecnico di Milano alla facoltà di architettura, che abbandonò nel 1955.
Quando suo padre si ammalò nel 1958, Colombo decise di abbandonare la pittura e insieme a suo fratello Gianni iniziò ad occuparsi dell'azienda di famiglia, usando la fabbrica come spazio sperimentale per le ultime tecniche di produzione e i nuovi materiali, tra cui la fibra in vetro, il PVC, e il polietilene. Nel 1959 sposò Elda Baiocchi; nello stesso anno il padre morì. Nel 1961 l'azienda venne venduta e Colombo tornò all'architettura, progettando gli interni dell'Albergo Stelvio, poi l'Hotel Pontinental (1962) nel Golfo dell'Asinara.
Nel 1964, Colombo aprì uno studio di design a Milano, dove si dedicò primariamente a commissioni architettoniche - tra cui numerosi rifugi sciistici e hotel in montagna - e al design di prodotti. I suoi design erano caratterizzati da forme otticamente audaci e rotonde, ed era un sostenitore dell'utilizzo di tecnologie moderne per creare nuove soluzioni di design. Proprio nel 1964 progettò gli arredi per l'Hotel Pontinental, opera che viene insignita del premio IN/ARCH 1964.
Nonostante ciò, è stato molto prolifico durante i suoi dieci anni da designer. Progetti di spicco includono alcuni dei più iconici design degli anni sessanta, come la poltrona Elda nel 1963, fatta completamente di fibra in vetro; la luce da esterni Ragno nel 1964, che è anche una seduta; la sedia impilabile Universale (1965-1967), che fu prodotta in diverse altezze e che era fatta interamente in polipropilene; la sua serie di mobili modulari del 1967 conosciuta come Additional Living System, che era composta da pezzi curvi di diverse misure che potevano essere uniti in numerose configurazioni per formare sedie, divani o interi salotti, e che poi incluse la famosa poltrona Tubo del 1969; e la sveglia Tubo e il carrello Boby (entrambi del 1970); la serie di poltrone e chaise longue Additional System del 1969, prodotta da Sormani.
Partecipò alla XIV Triennale di Milano, esponendo alcune proposte di design d'interni, tra le quali il Sistema programmabile per abitare.
Nel 1964 vinse la medaglia d'oro alla Triennale di Milano con la lampada da Tavolo acrilica, attualmente parte della collezione permanente del Museo d'Arte Moderna di Filadelfia. Nel 1967 vinse il Premio Compasso d'oro per la lampada Spider, prodotta da OLUCE. Nel 1968 ottenne il Design International Award a Chicago. Nel 1970 vinse il Premio Compasso d'Oro per un Condizionatore d'aria prodotto dalla CANDY. Nel 1971 il Boby, prodotto per B-Line, vince il Primo premio allo SMAU di Milano.
Colombo morì improvvisamente il 30 luglio 1971, colto da un arresto cardiaco il giorno del suo 41º compleanno.
Nel 1972, poco dopo la sua morte, il suo progetto di Unità arredativa globale venne esposto alla mostra Italy: The New Domestic Landscape che si tenne al MOMA di New York, realizzato da Elco-FIARM, Boffi, Ideal-Standard, con l'assistenza di Sormani.
Nel 1984 si tenne al Musée d'Art Moderne di Villeneuve-d'Ascq una sua retrospettiva.
Dal 16 settembre al 18 dicembre 2005 presso la Triennale di Milano si è tenuta la retrospettiva Joe Colombo Inventing the Future.

## Lo stile
Colombo realizzò progetti e disegni che spaziano dall'interior design (arredamenti, allestimenti) e all'architettura degli interni, arrivando sino al disegno industriale. In quest'ultimo campo i suoi progetti includono oggetti asistemici (ciò non appartenenti a serie integrate) apparecchi elettrici, oggetti sistematici (ovvero appartenenti a serie integrate ed espandibili) e anche monoblocco funzionali, elementi che includono diverse prestazioni assemblate utilitarie.
Buona parte delle idee e dei progetti è rimasta sulla carta o in forma di prototipo, ma ha permesso a Colombo di sviluppare un'idea di design (inteso come disegno) come momento generativo, la cui prima concretizzazione inizia nell'arredamento e nella progettazione del particolare e si evolve fino a negarlo, ricercando l'open space e l'assenza di ogni dettaglio peculiare.
La produzione di Colombo è riconosciuta dal mondo del design come visionaria e innovatrice, capace di prevedere e anticipare alcuni dei futuri traguardi del design e della tecnologia, anche grazie all'ideazione di sistemi modulari e complessi, vere e proprie "macchine Abitative", in grado di porsi come concezioni dell'ambiente abitativo nuove, dinamiche e flessibili, futuribili, antinostalgiche, globali e "intelligenti".
L'obiettivo ultimo del design di Joe Colombo è applicare la modularità, negando lo spazio chiuso, e predisponendosi più ad un'evoluzione delle funzioni dell'uomo che dell'arredo immobile in sé.

## Opere e progetti

### Industrial Design (Parziale)
- 1962 Colombo, lampada da tavolo per Oluce
- 1963 Minikitchen, per Boffi
- 1963 Astrea poltrona per Comfort
- 1963 Combi-center, contenitore per Bernini
- 1963 Elda, poltrona per Comfort
- 1964 Smoke, bicchiere per Arnolfo di Cambio
- 1964 Nastro, divano e poltrona per Bonacina
- 1964 Uomo-Donna, contenitore modulare per Arflex
- 1964 Superleggera, poltrona per B-Line
- 1965 Spider, lampada per Oluce
- 1965 Coupé, lampada per Oluce
- 1965 861, sedia in plastica per Kartell
- 1966 Fresnel, lampada da esterno per Oluce
- 1966 Spring, lampada per Oluce
- 1967 KD27, lampada per Kartell
- 1966 4801/5, poltrona in plastica per Kartell
- 1967 Grinta, poltrona per Zanotta
- 1967 linea di piatti per Ceramica Pozzi
- 1968 KD24, lampada per Kartell
- 1968 KD8, lampada per Kartell
- 1970 Sveglia Optic, Sveglia progettata per Alessi

- 1968 Vademecum, lampada per Kartell
- 1968 Poker, tavolo per Zanotta
- 1968 Bazooka, proiettore per Stilnovo
- 1968 4860 sedie impilabili per Kartell
- 1968 Triangular Container System
- 1968-69 Additional System, seduta multiforme addizionabile per Sormani
- 1969 Square Plastic System per Elco
- 1969 Trisystem, materiale fotografico per Fatif
- 1969 Tube Chair (tubo), sedia per Flexform SpA
- 1969 Mastro, tavolo per Zanotta
- 1969 Flash, lampada alogena per Oluce
- 1970 Servizio per Alitalia
- 1970 Boby, contenitori per Bieffeplast
- 1970 Bistrò, tavolino per Zanotta
- 1970 Topo, lampada da terra e da tavolo per Stilnovo
- 1970 Minitopo, lampada da tavolo per Stilnovo
- 1970 Triedro, lampada da terra, a parete, a morsetto e sospensione per Stilnovo
- 1970 Optic, orologio per Alessi
- 1970 Cabrio-Bed, letto-alcova cabriolet automatizzato per Sormani
- 1969-70 Multi-chair, seduta multiuso per Sormani
- 1971 Birillo, sgabello da bar per Zanotta
- 1971 Imballo universale imballo per bicchieri per Arnolfo di Cambio

- 1971 Beta, maniglia paracolpi realizzata per Olivari
- 1971-1972 Total Furnishing Unit, realizzato con l'assistenza di Sormani
- 1973 4630, posacenere per Kartell
- 1994 Flash, lampada da tavolo per Oluce
- 2007 Continental, libreria per Industrie Carnovali
- 2007 Sbalzo, sedia per Industrie Carnovali
- 2007 Cricket, poltrona per Industrie Carnovali

### Interior Design (parziale)
- 1959 Appartamento in via Tristano Calco, Milano
- 1964 Appartamento in via Sismondi, Milano
- 1965 Foto-cine Continental, Milano
- 1969 Appartamento di Via Argelati 28-30, Milano

### Collezioni permanenti
- Boby (B-Line) Collezione permanente del Museum of Modern Art di New York, Collezione permanente della Triennale di Milano
- Superleggera (B-Line) Vitra Design Museum di Berlino
- Multichair (B-Line, originariamente prodotta da Sormani nel 1970)  
Collezione permanente del Museum of Modern Art di New York, 
Collezione permanente del Metropolitan Museum of Art di New York